# Gaultheria procumbens
Gaultheria procumbens là một loài thực vật có hoa trong họ Thạch nam. Loài này được L. mô tả khoa học đầu tiên năm 1753.
Đây là loài bản địa đông bắc Bắc Mỹ từ Newfoundland về phía tây đến đông nam Manitoba, và phía nam đến Alabama.

## Hình ảnh

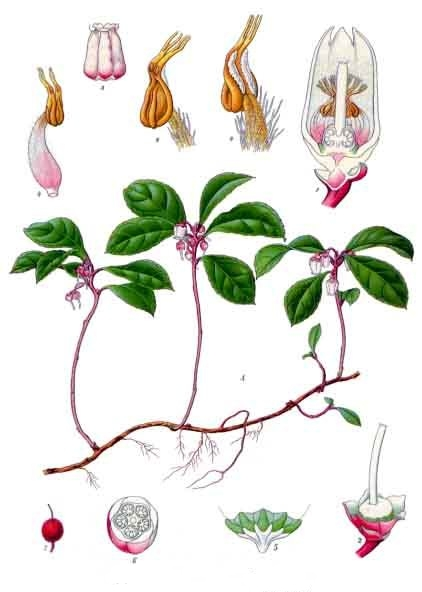
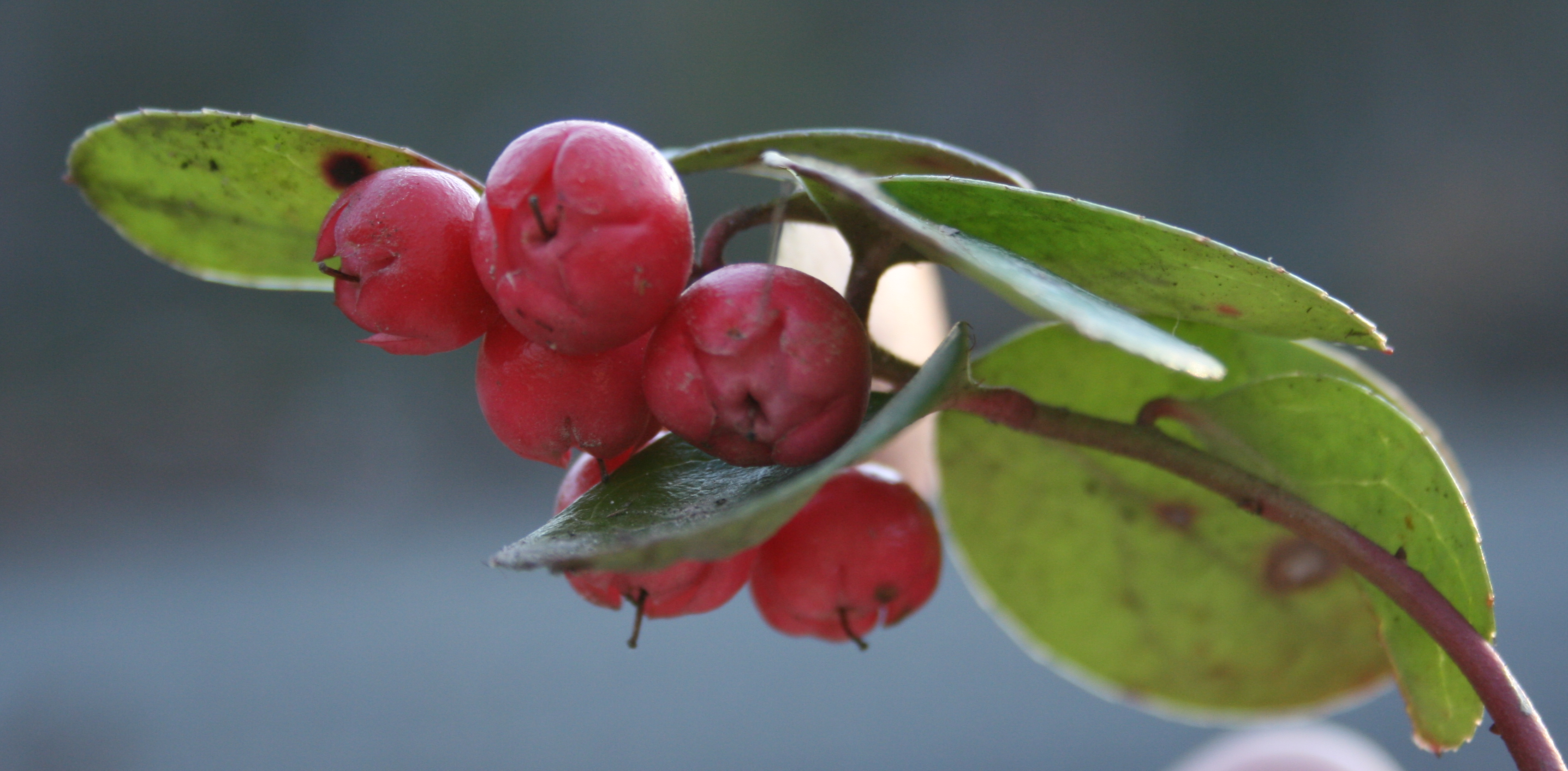
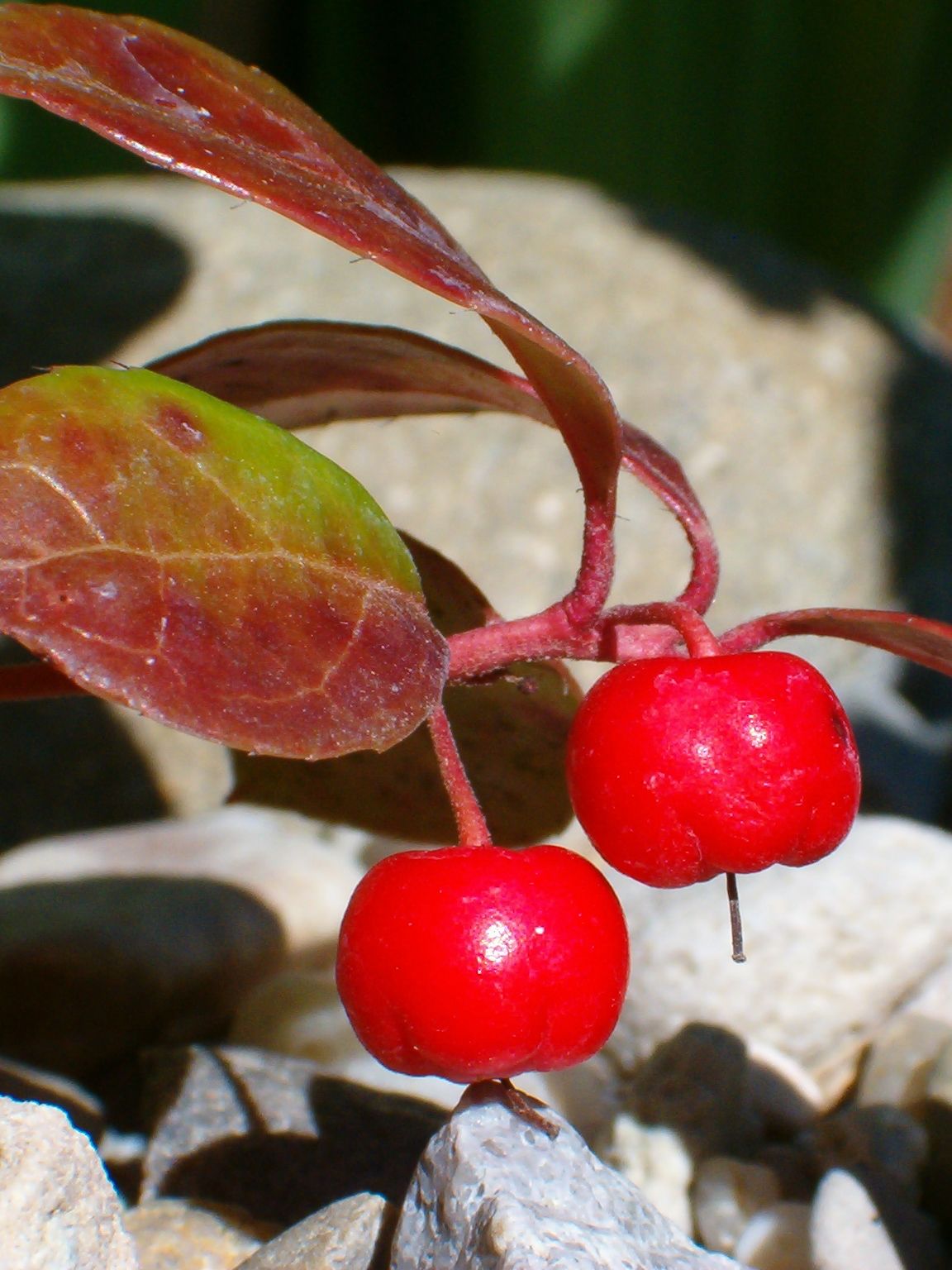
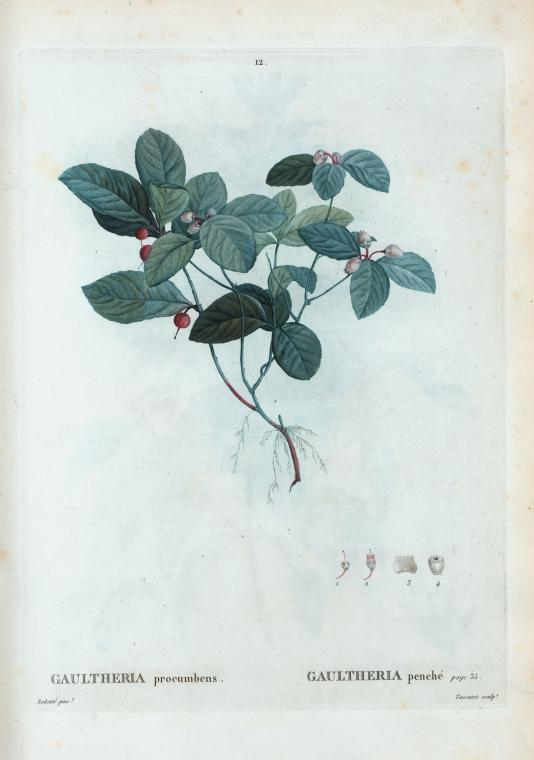